# Straßenbahn Ploiești
Die Straßenbahn Ploiești existiert seit dem Jahr 1987 und gehört damit zu den jüngeren Straßenbahnsystemen in Rumänien. Die Stadt Ploiești am südlichen Fuß der Karpaten befindet sich etwa 55 Kilometer nördlich von Bukarest und hat etwa 230 000 Einwohner. Die Spurweite der Straßenbahn beträgt 1435 Millimeter (Normalspur), die Streckenlänge beträgt zurzeit zehn Kilometer und es werden 25 Haltestellen von zwei Linien bedient.

## Geschichte
Das Straßenbahnnetz in Ploiești wurde auf Kosten der Stadt Ploiești gebaut. Im Jahr 1985 begannen die Bauarbeiten an der Strecke und der Bau des Betriebshofes. Im Jahr 1987 wurde die erste Strecke Spitalul Județean ↔ Gara de Sud eröffnet. Im Jahr 1989 verkehrten bereits sechs Straßenbahnlinien, auf denen 35 Prozent des Öffentlichen Nahverkehrs in der Stadt Ploiești erbracht werden. 1990 werden in Ploiești zusätzlich Oberleitungsbuslinien eingeführt.
Zur Zeit der größten Ausdehnung des Netzes verkehrten Straßenbahnen auf acht Linien:
- 101 Spitalul Județean ↔ Gara de Sud
- 102 Spitalul Județean ↔ Gara de Vest
- 103 Gara de Vest ↔ Gara de Sud
- 104 Armoniei ↔ Uztel
- 105 Gara de Sud ↔ Cablul Românesc
- 106 Gara de Sud ↔ Uztel
- 107 Gara de Vest ↔ Uztel
- 28 Spitalul Județean ↔ Uztel

### Schrumpfung des Netzes seit 1998
Im Jahr 1998 beschloss der Bürgermeister Horia Toma die Einstellung der Linie 105, womit die Strecke McDonalds ↔ Cablul Romînesc stillgelegt wurde. In diesem Jahr begann der Niedergang der Straßenbahn in Ploiești. Im Jahr 2003 entschied der Bürgermeister Emil Calotă, die Strecke Armoniei ↔ Uztel stillzulegen. Der Abschnitt Maternitate ↔ Uztel sollte erhalten werden. Aus diesem Grund wurde der Betrieb der Straßenbahnlinien 104, 106, 107 und 28 im Jahr 2003 eingestellt und Omnibuslinien mit der gleichen Liniennummer eingerichtet. Im gleichen Jahr wurden auch die letzten acht von insgesamt 31 gebrauchten Straßenbahntriebwagen des Typs Tatra KT4D aus Potsdam, die von dort bereits seit 1998 bezogen wurden, erworben.

### Stilllegungspläne
Im Jahr 2009 plante der Bürgermeister Andrei Volosevici die Stilllegung der Linie 101. Am 29. April 2009 fand im Rathaus eine öffentliche Debatte dieses Plans statt. In weniger als zehn Minuten kam es zum Eklat, da diese Entscheidung die Bewohner Ploieștis wütend machte. Die Debatte wurde auf den 6. Mai vertagt.
Die Debatte am 6. Mai wurde abgesetzt und der Bürgermeister versicherte, dass die Straßenbahnlinie 101 aus europäischen Mitteln saniert werde.

### Neuanfang und Zukunft

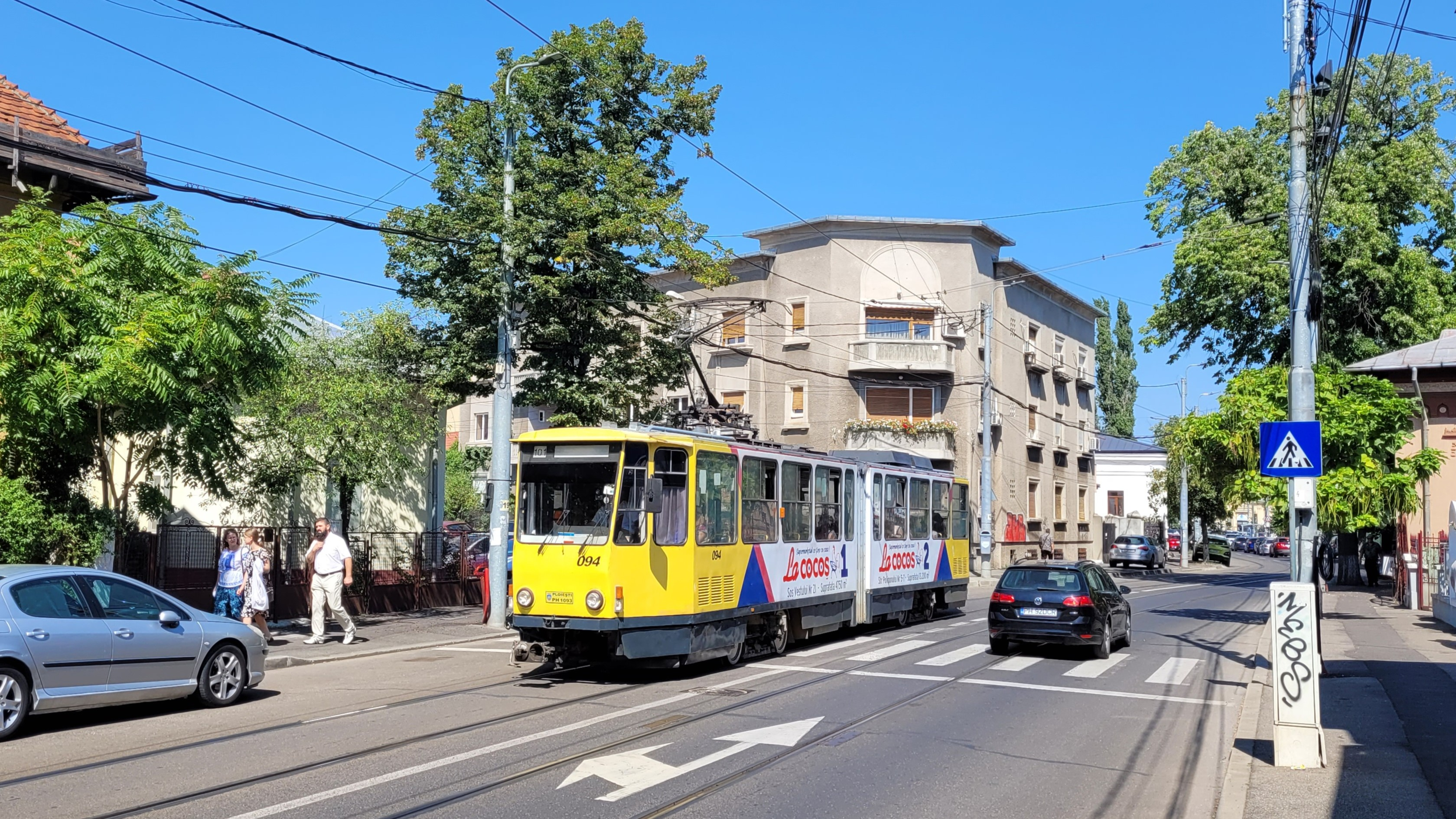
Tatra KT4D in der Innenstadt (2024)

Im Jahr 2016 konnte schließlich die Sanierung des gesamten Straßenbahnnetzes durchgeführt werden. Zeitgleich wurden die vorhandenen Fahrzeuge einer Aufarbeitung unterzogen und erhielten eine neue Lackierung in rot, gelb und blau. Ein großer Teil der Strecken wurde als Rasengleis ausgeführt.
In den 2010er Jahren scheiterten mehrere Versuche, Neufahrzeuge zu beschaffen. Im Jahr 2024 war Ploiești der letzte Straßenbahnbetrieb Rumäniens, der gänzlich ohne niederflurige Neufahrzeuge betrieben wurde. Ende 2024 wurde bekannt, dass die Lieferung von 20 Neufahrzeugen ausgeschrieben wurde, welche unter anderem durch Fördergelder der Europäischen Union finanziert werden sollen. Zuerst sollen 15 Wagen beschafft werden, fünf Weitere sind als Option vorgesehen. Somit könnte auf den bisherigen, aus deutschen Gebrauchtwagen bestehenden Fuhrpark verzichtet werden. Zeitgleich ist auch eine Sanierung des Betriebshofs vorgesehen.

## Fahrzeuge

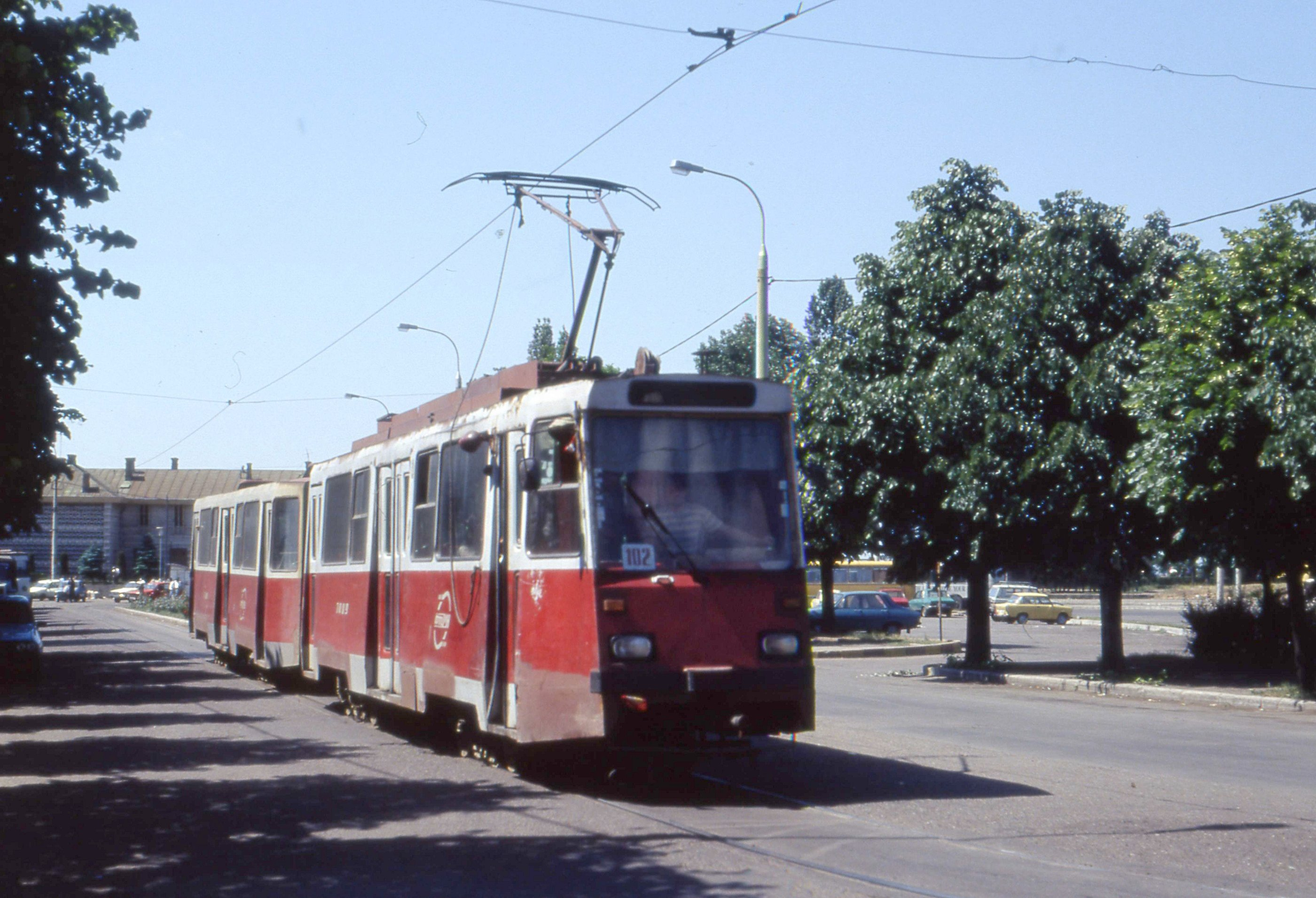
Nicht mehr im Einsatz ist die Baureihe Timiș 2, aufgenommen 1994

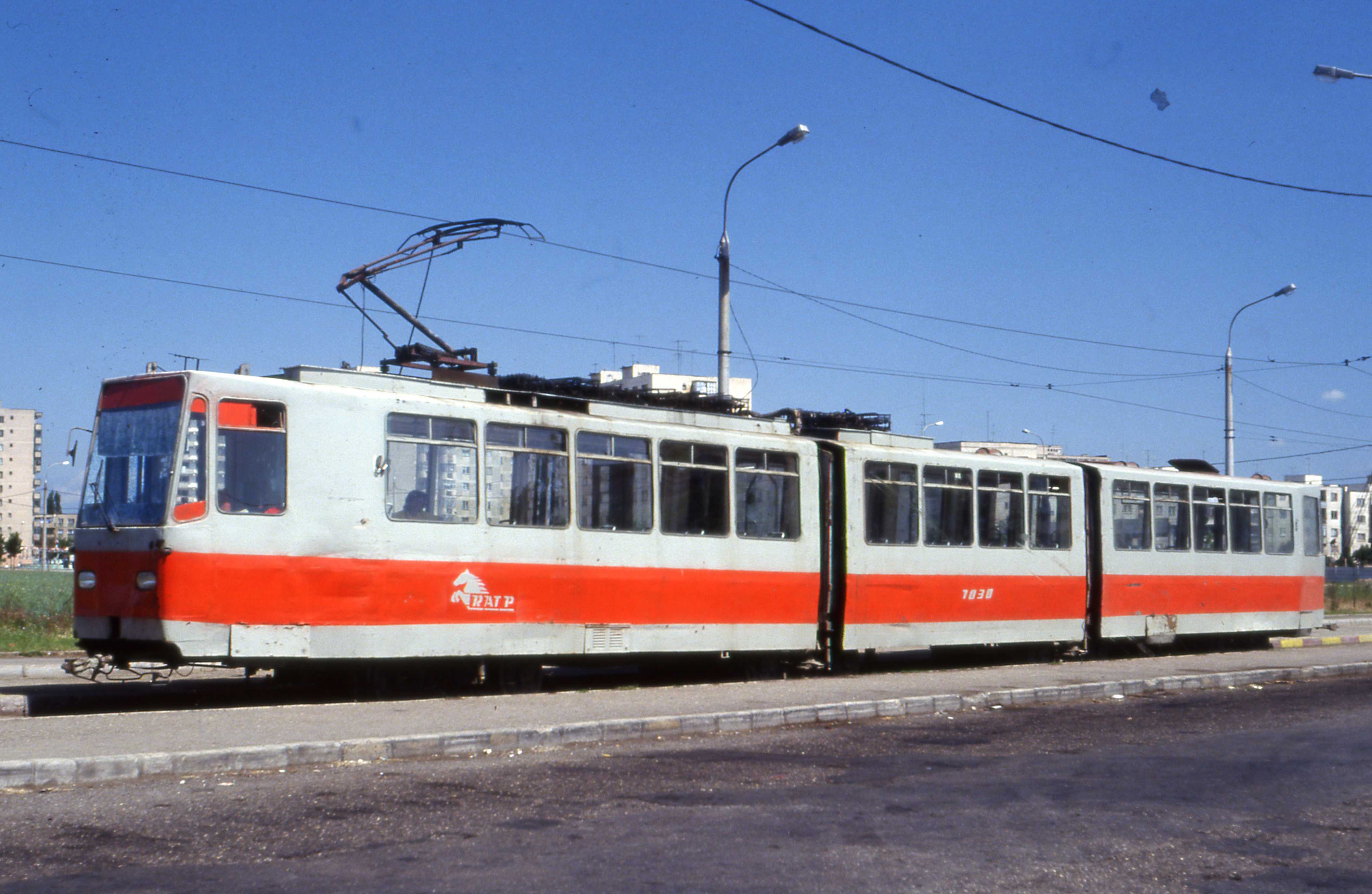
Typ V3A, aufgenommen 1994

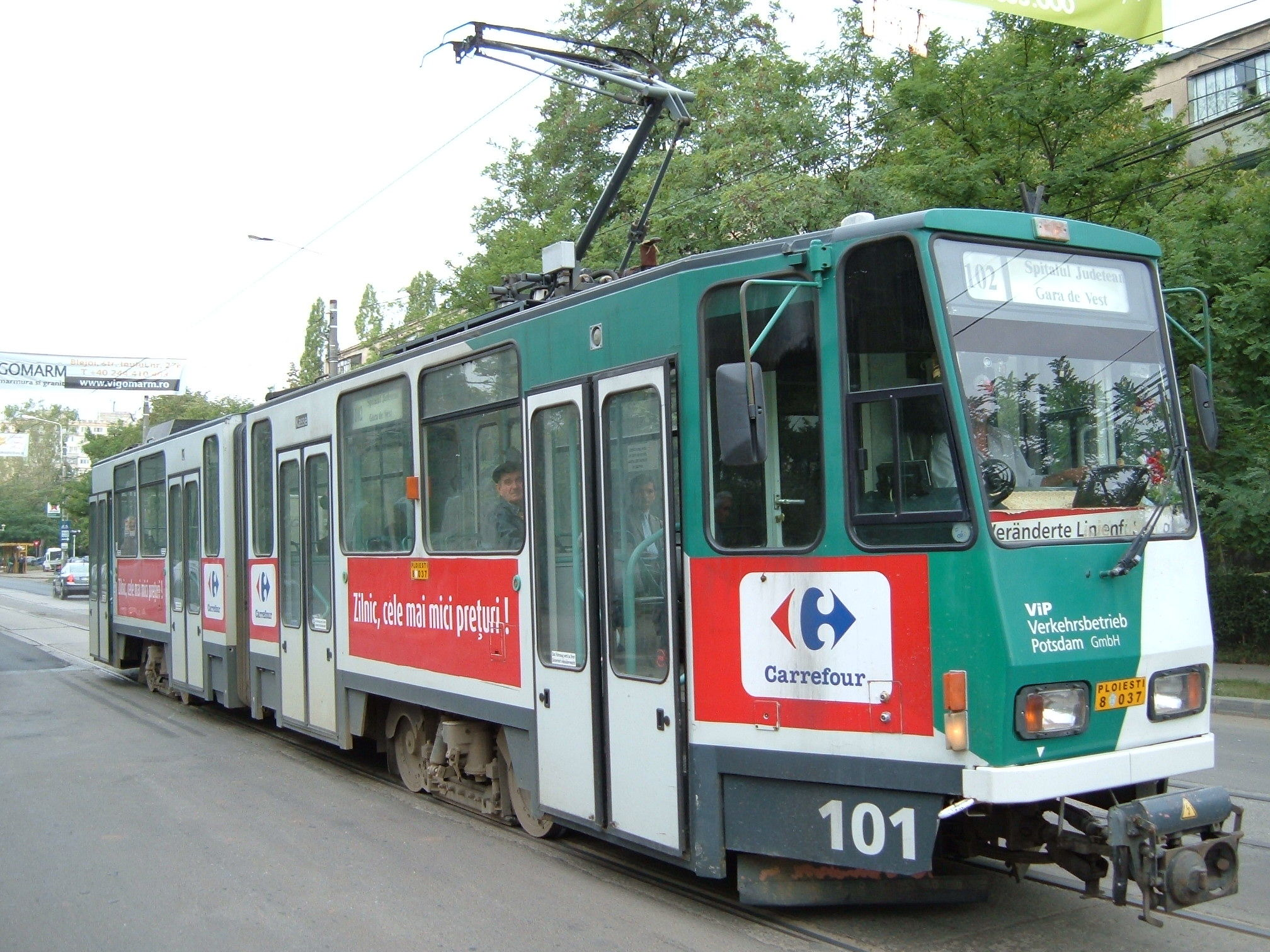
Tatra KT4DM in Potsdamer Lackierung

In den Anfangsjahren bestand der Fuhrpark aus Zügen der Bauarten Timis 2 sowie V3A. Zwischen 1996 und 2002 wurden zahlreiche Tatra KT4D und KT4DM gebraucht aus Potsdam übernommen, welche die erste Fahrzeuggeneration ersetzten.
Aktuell besteht der Fuhrpark aus den folgenden Fahrzeugen:
- ein V3A - 93M (abgestellt)
- 25 Tatra KT4D (2 abgestellt)
- 7 Tatra KT4DM
- ein historischer Zug aus Triebwagen und Beiwagen von der Museumstramway Mariazell–Erlaufsee in Österreich (abgestellt)

## Liniennetz
Beide Linien beginnen am Kreiskrankenhaus (Spitalul Județean) im Norden der Stadt und verlaufen auf einer gemeinsamen Strecke in südlicher Richtung bis zur Haltestelle Restaurant Nord, wo sie sich in zwei Streckenäste verzweigen. Die Linie 101 verläuft in südöstlicher Richtung bis zum Südbahnhof (Gara de Sud). Die Linie 102 verläuft in südwestlicher Richtung bis zum Westbahnhof (Gara de Vest).
| Linie | Linienweg                                          | Halte | Länge  |
| ----- | -------------------------------------------------- | ----- | ------ |
| 101   | Spitalul Județean ↔ Restaurant Nord ↔ Gara de Sud  | 13    | 6,5 km |
| 102   | Spitalul Județean ↔ Restaurant Nord ↔ Gara de Vest | 11    | 5,4 km |